# Nadine Debois
Nadine Debois (née le 25 septembre 1961 à Paris 6e) est une athlète française, spécialiste du 400 mètres et des épreuves combinées.

## Palmarès
- 20 sélections en Équipe de France A
- Championnats de France d'athlétisme Élite :
  - vainqueur du saut en longueur en 1985
  - vainqueur de l'heptathlon en 1987
- Championnats de France d'athlétisme en salle :
  - vainqueur du 400 m en 1986
  - vainqueur du pentathlon en 1986 et 1987
- En 1987, elle se classe septième du relais 4 x 400 m lors des championnats du monde de Rome.
- Elle se classe également septième du relais 4 x 400 m lors des Jeux olympiques de 1988, à Séoul.

## Records
- Elle est la première détentrice du record de France de l'heptathlon, en 1981 avec 5 537 pts.
- Elle améliore ensuite ce record en 1986 avec 6 333 pts.

| Épreuve     | Performance   | Lieu | Date |
| ----------- | ------------- | ---- | ---- |
| 400 m       | 52 s 25       |      | 1985 |
| 400 m haies | 56 s 54       |      | 1987 |
| 800 m       | 2 min 01 s 84 |      | 1987 |
| Longueur    | 6,81 m        |      | 1986 |
| Heptathlon  | 6 333 pts     |      | 1986 |